# Chiesa di San Clemente (Vezza d'Oglio)

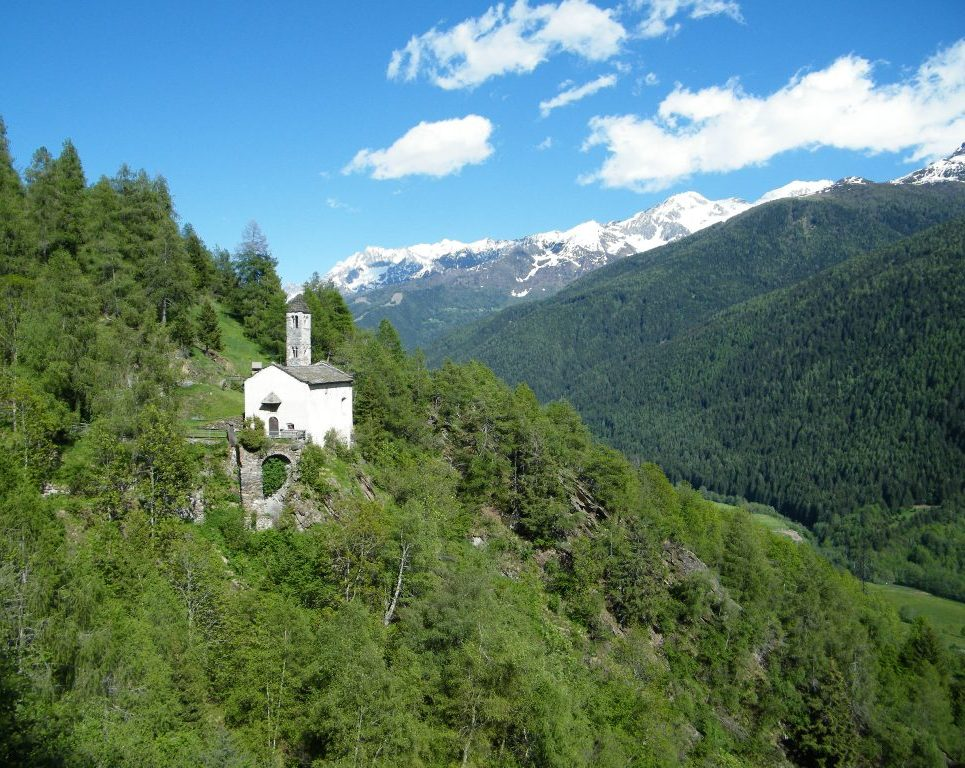
Chiesa San Clemente di Vezza d'Oglio

La chiesa di San Clemente (St. Clümèt in dialetto locale) è un edificio di culto e si trova nel territorio del comune di Vezza d'Oglio in val Camonica, in provincia e diocesi di  Brescia.

## Storia e descrizione
Si raggiunge seguendo una mulattiera dal paese di Vezza fino ad arrivare su uno sperone roccioso che permette un ampio sguardo sulla vallata sottostante.
Dell'originale struttura medievale rimase solo la torre campanaria, scandita da un doppio ordine di bifore. Il corpo della chiesa è stato invece rifatto nel Cinquecento.
Si ritiene che esistesse nei pressi della chiesa uno xenodochio. Essa, sebbene posta ad una certa quota dal fondovalle, si trovava un tempo sull'antica via di transito che scorreva a mezza costa.
Secondo Gregorio Brunelli essa era l'antica parrocchiale di Vezza d'Oglio, ma gli studiosi contemporanei ritengono che questa supposizione fosse errata.
Nel 1580 il cardinale Carlo Borromeo ne ordina il completo restauro: la data impressa sull'architrave 1585 fa supporre che esso avvenne in tempi rapidi.